# Tannières
Tannières ist eine französische Gemeinde mit 16 Einwohnern (Stand 1. Januar 2022) im Département Aisne in der Region Hauts-de-France. Sie gehört zum Arrondissement Soissons, zum Kanton Fère-en-Tardenois und zum Gemeindeverband Val de l’Aisne.

## Lage
Die Gemeinde Tannières liegt 18 Kilometer südöstlich von Soissons. Im Nordosten reicht das Gemeindegebiet von Tannières bis in das Tal der Muze. Nachbargemeinden von Tannières sind Quincy-sous-le-Mont im Norden, Mont-Notre-Dame im Osten, Lhuys im Süden sowie Jouaignes im Westen.

## Bevölkerungsentwicklung
| Jahr                       | 1962 | 1968 | 1975 | 1982 | 1990 | 1999 | 2006 | 2016 | 2022 |
| Einwohner                  | 48   | 49   | 44   | 37   | 26   | 24   | 14   | 16   | 16   |
| Quellen: Cassini und INSEE |      |      |      |      |      |      |      |      |      |

## Sehenswürdigkeiten
- Kirche Notre-Dame, Monument historique seit 1921.[1]

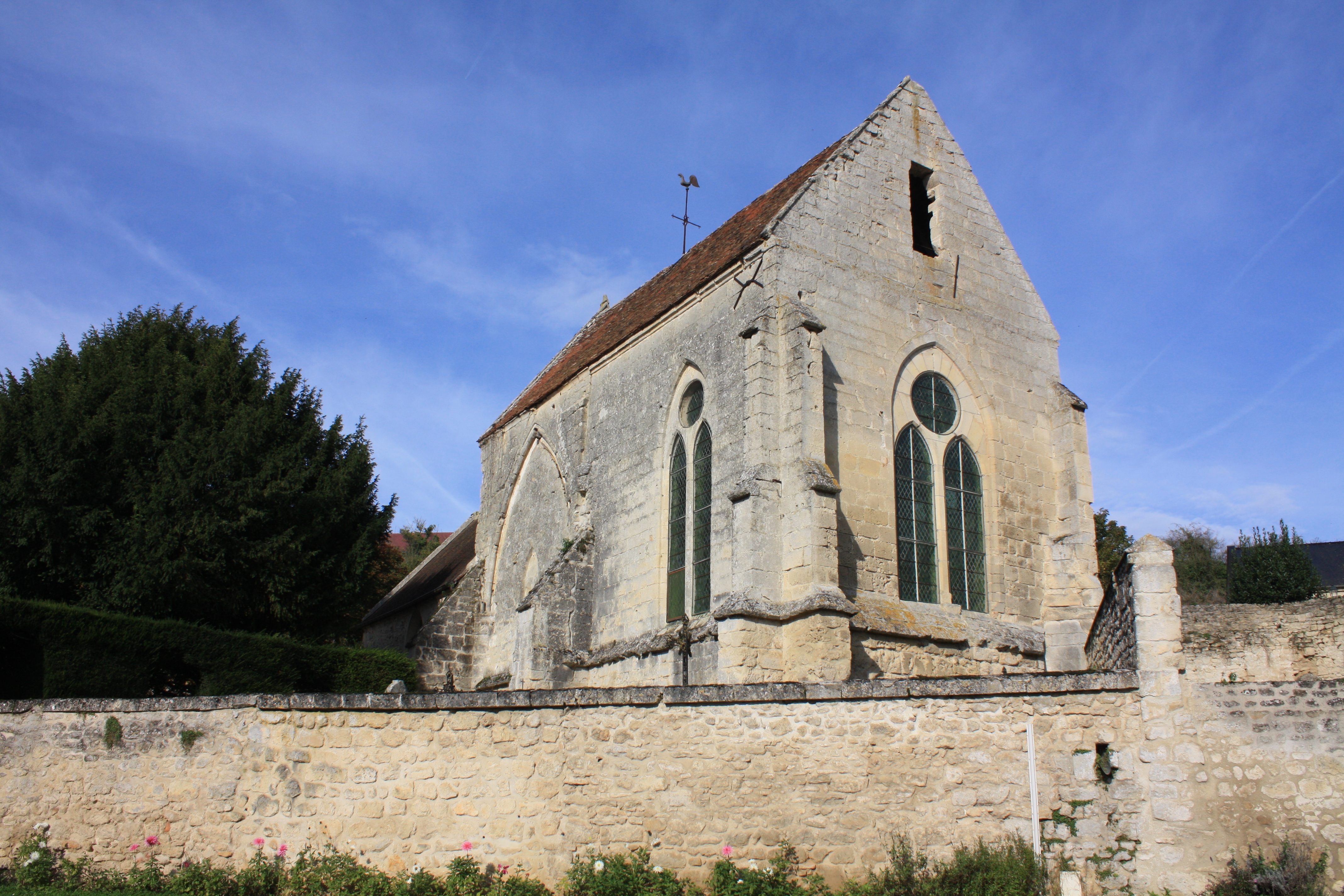
Kirche Notre-Dame